# Wólka Tarnowska (województwo mazowieckie)
Wólka Tarnowska dawniej też Wola Tarnowska – wieś sołecka w Polsce położona w województwie mazowieckim, w powiecie kozienickim, w gminie Magnuszew.
Wieś szlachecka Wola Tarnowska położona była w drugiej połowie XVI wieku w powiecie garwolińskim  ziemi czerskiej województwa mazowieckiego. W latach 1975–1998 miejscowość należała administracyjnie do województwa radomskiego.
Wierni kościoła rzymskokatolickiego należą do parafii św. Jana Chrzciciela w Magnuszewie.